# 中国—缅甸边界

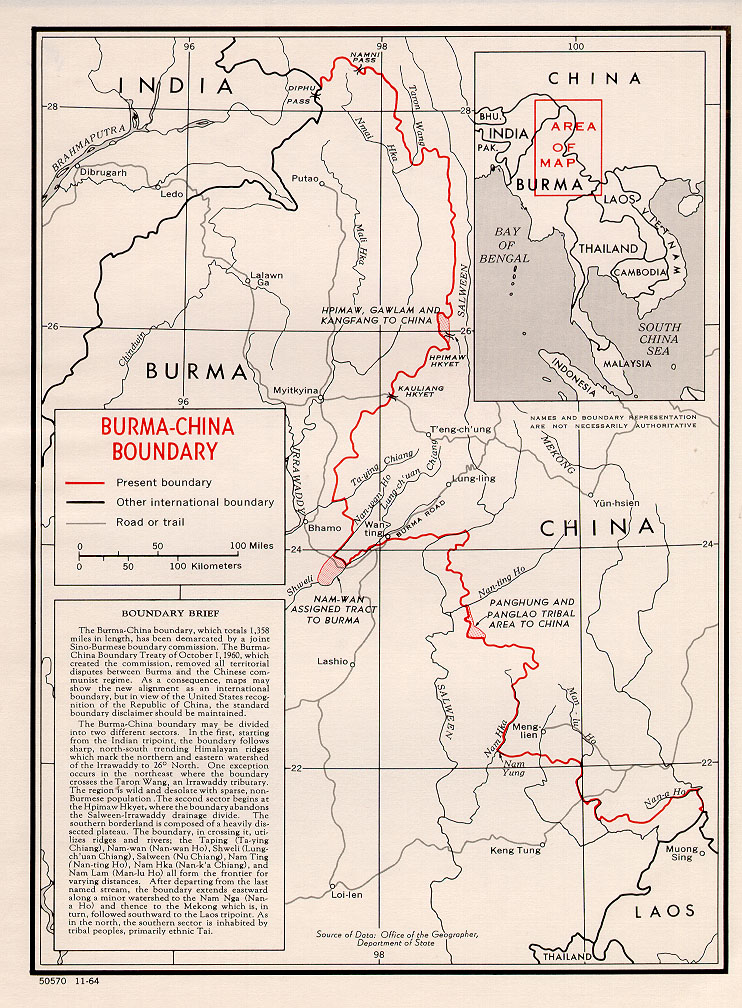
中缅边界地图

中國—缅甸边界是中华人民共和国领土与缅甸的国际边界。边界长度是2,129 km（1,323 mi），从北部与印度的三國国界交点延伸到南部与老挝的三國国界交点。

## 描述
边界的北部從底富山口以北附近与印度的三國国界交点开始，向东北延伸，穿过Nanmi山口和东南亚最高的山开加博峰（5,881米（19,295英尺））。然后转向东南，沿担当力卡山、高黎贡山向南方延伸，在片马以南折向西南。德宏段边界大部分依河而划，沿大巴江、石竹河、拉沙河、羯羊河、南奔江、太平江（大盈江）、南洼河、南宛河至弄岛，转向东，沿瑞丽江、畹町河、勐古河、曼辛河、怒江至镇康县地界沟。折向东南，其间多以山形划界，间以河川（如南定河、南滚河、南锡河、南卡江、南览河、南阿河等），至南阿河河口处接澜沧江，沿澜沧江至中缅老（老挝）三国界交点。

## 历史

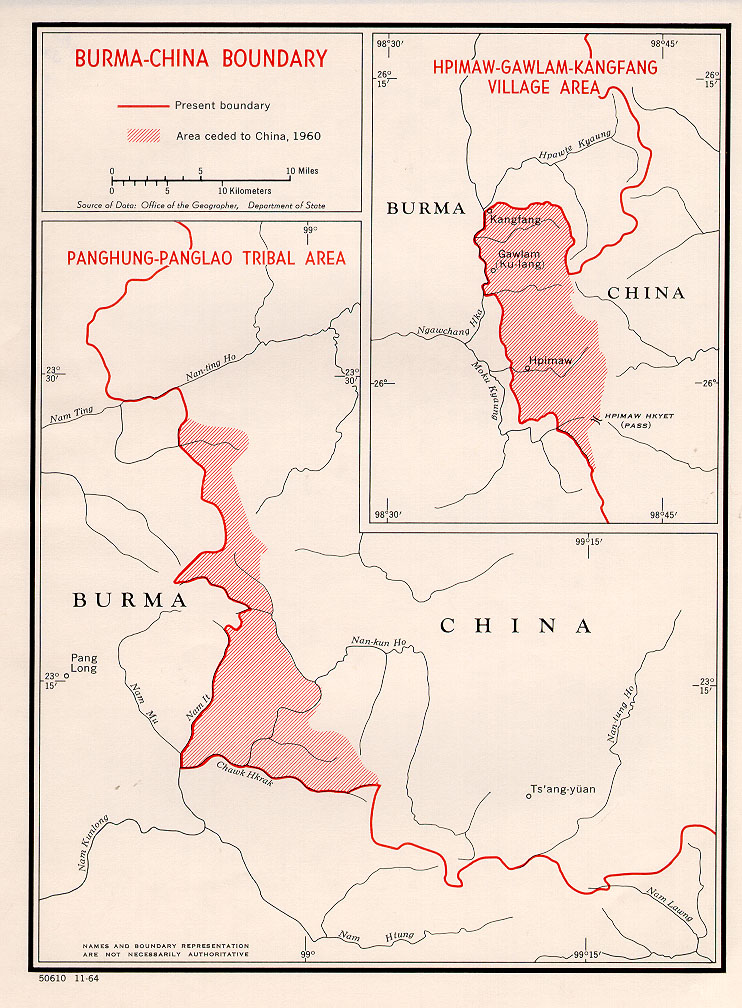
1960年边界条约中，缅甸将片马镇和班老乡、班洪乡交归中国的地区

边界地区居住着非汉族和非缅族，历来作为中国和缅甸各个帝国之间的缓冲区。  19世纪，以印度为基地的英国人开始占领缅甸（当时称为英属缅甸），逐渐将其并入英属印度。他们靠近中国传统上声称拥有主权的土地，促使双方在1894年就边界进行谈判，签署《续议滇缅界务、商务条款》，该条约涵盖了腾冲尖高山以南部分，不包括中缅南段未定界。1897年，因英国认为中国违反1894年条约中的条款，将车里下辖的猛乌、乌得划归法国，要求获得补偿，经过谈判签署《续议缅甸条约附款》，将北兴威、果敢划归英国。1897年到1900年，中英联合勘划了条约中确定的边界线。1935年至1936年，中英进行第二次联合勘界，意图划定中缅南段未定界，但结果未能让双方满意。
在第二次世界大战期间，越過边界修建了滇缅公路作为盟军在与中国抗日战争的中国军队的补给线，并着手修建滇缅铁路。1940年7月，英方就中缅南段界问题向中方施压，关闭滇缅公路三个月。1940年9月27日德意日三国同盟条约签订后，英国对援华抗战态度更加积极，将滇缅铁路复工问题提上日程。为了铁路工程的建设扫清障碍，中方与英方于1941年6月18日在重庆换文（由四个照会组成，常称《滇缅南段界务换文》），划定贯穿阿佤山地区的“1941年线”，基本按照1936年中英第二次联合勘界的结果划定。但没有就北部地区达成协议，中国仍声称拥有缅甸北部的大部分地区。与此同时，缅甸于1937年与印度分离，成为一个独立的殖民地，并于1948年获得完全独立。
1941年，日本入侵缅甸后，缅甸的部分地区被割让给暹罗，成为源泰邦领土，从而使中国与泰国拥有共同的边界，但在日本战败后，这些地区于1946年归还缅甸。
第二次国共内战国民党败北，部分军队撤至中缅边界以西缅甸境内并驻扎下来，中国人民解放军随即追击国军至“1941年线”以西的缅甸境内。1955年缅甸军队向“1941年线”推进时曾与中国人民解放军爆发冲突，即“黄果园事件”，导致缅甸国内引起反华浪潮。中华人民共和国方面不承认原国民政府签署的“1941年线”，一度打算在阿佤山区成立“云南省南马县”，县城建在大蛮海与蛮东山之间的坝子上。随着中缅边界谈判的推进，中方决定退回“1941年线”以东，“南马县”的设置流产。1960年1月28日，中缅签署《关于两国边界问题的协定》，划定大部分边界。经中缅联合勘界后，于1960年10月1日签署《中缅边界条约》，互换了沿边界的小部分区域，1961年正式交接领土互换地区，10月13日签订《关于两国边界的议定书》。
从那时起，两国之间的关系基本上保持友好，尽管由于持续的缅甸内战（克钦邦军事冲突、掸邦军事冲突），边境地区有时会动荡不安。近年来，沿边界的勐拉、邦康、木姐等几个城镇已成为赌博、卖淫和毒品走私的中心。

## 边境口岸
云南—掸邦（由南往北）
- 打洛口岸—勐拉口岸
- 孟连口岸—邦康口岸
- 沧源口岸—绍帕口岸
- 孟定清水河口岸—果敢清水河口岸
- 南伞口岸—果敢杨龙寨口岸
- 畹町口岸—九谷口岸
- 瑞丽口岸—木姐口岸

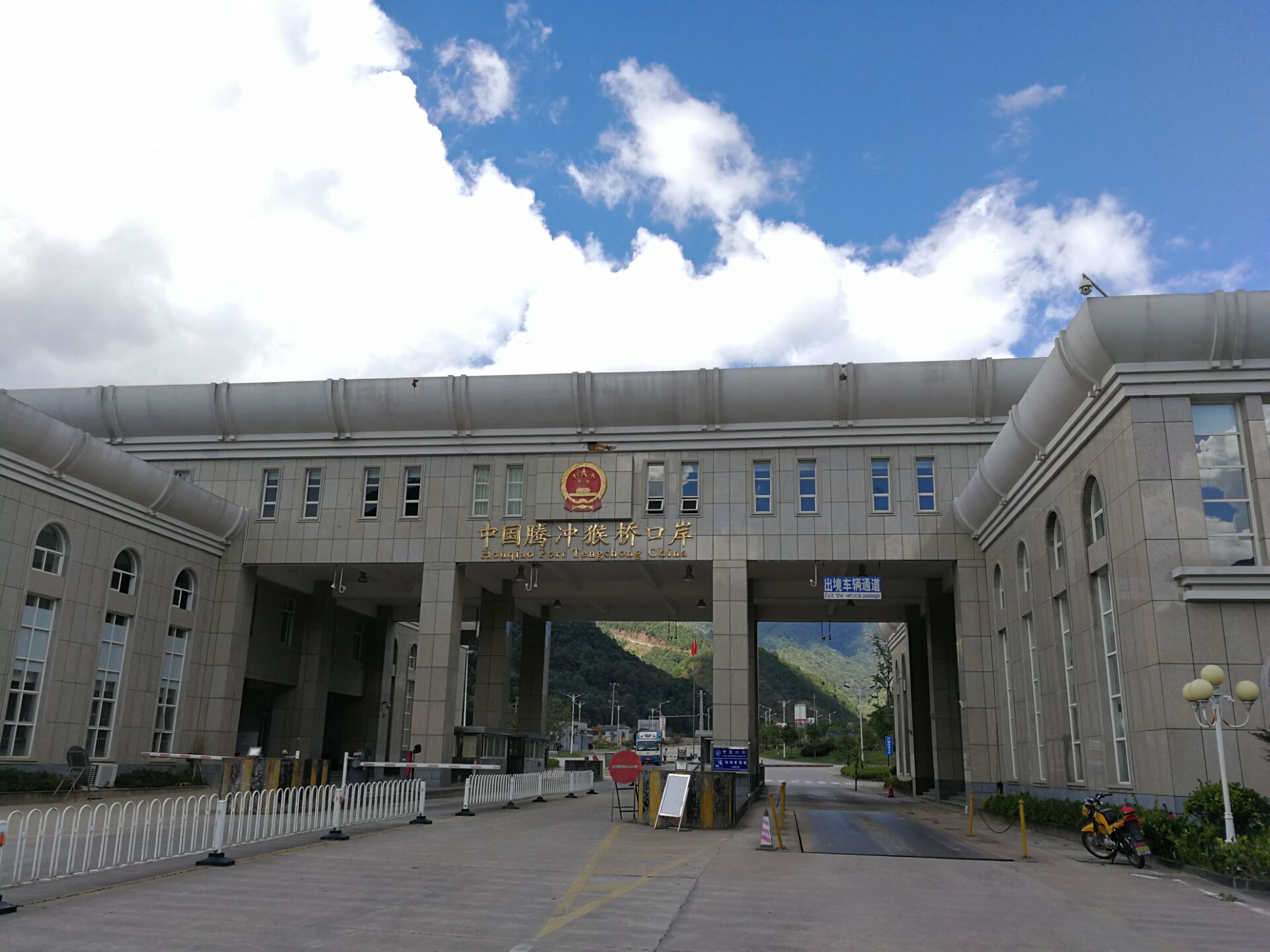
云南腾冲猴桥口岸

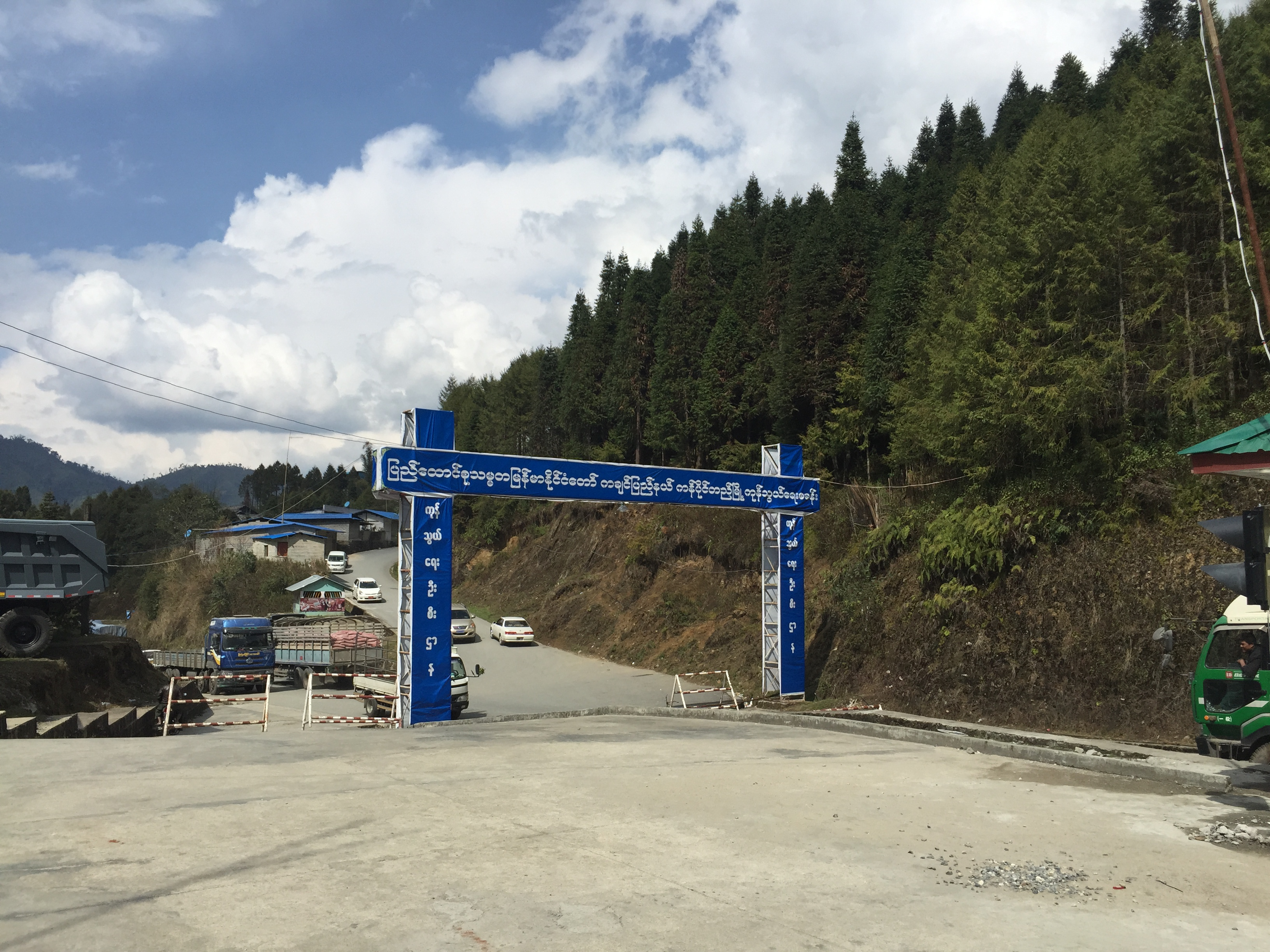
克钦邦甘拜地口岸

- 弄岛口岸—南坎口岸（在《中华人民共和国政府和缅甸联邦政府关于中缅边境管理与合作的协定》中，但中国方面不是口岸地位，仅是边境通道，允许边民及货物通过，口岸事务由瑞丽口岸派出管理）

云南—克钦邦（由南往北）
- 章凤口岸—雷基口岸
- 盈江口岸—拉咱口岸
- 猴桥口岸—甘拜地口岸
- 片马口岸—大田坝口岸

## 历史地图
20世纪中后期世界国际地图从北到南边界的历史地图：

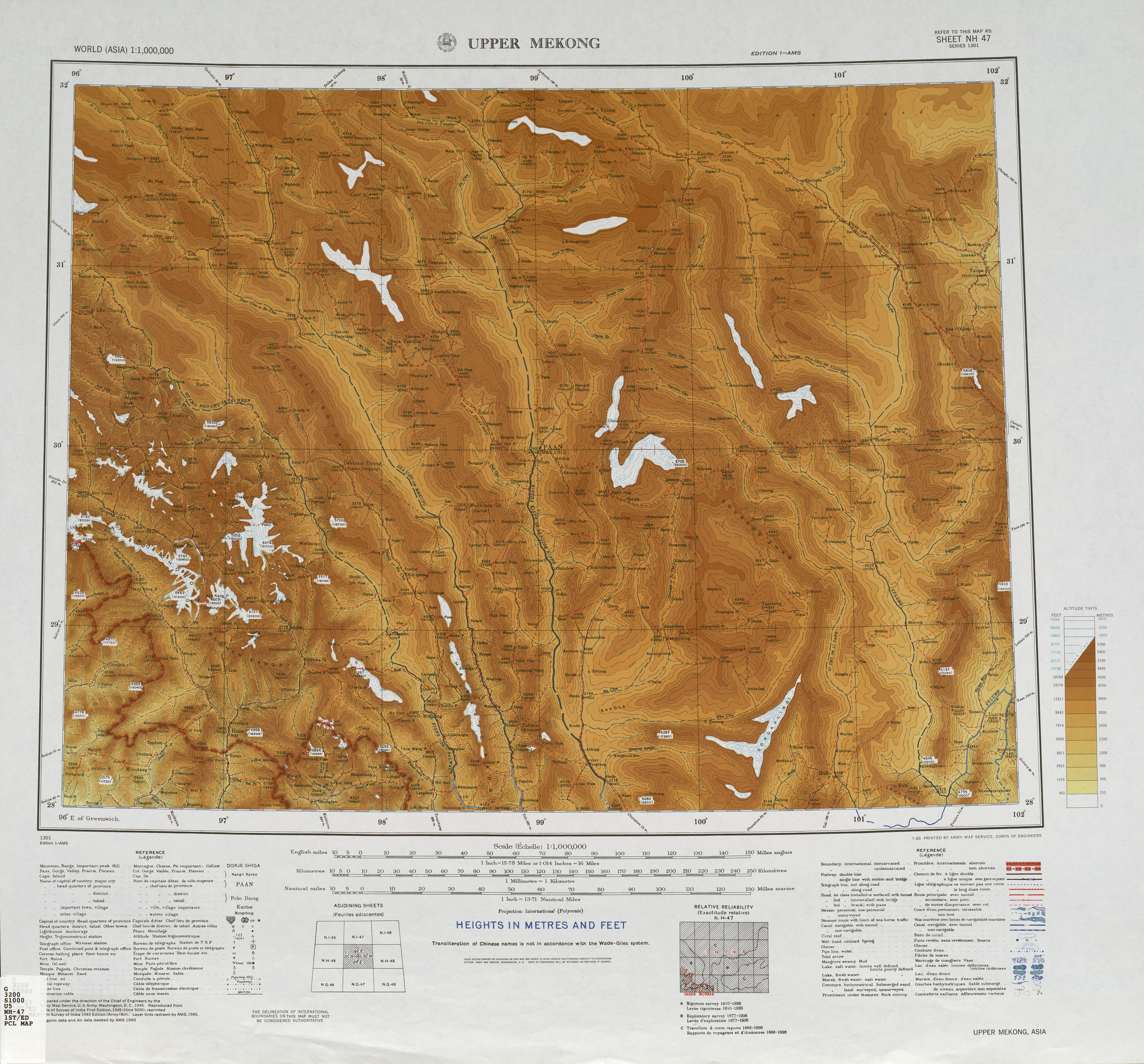
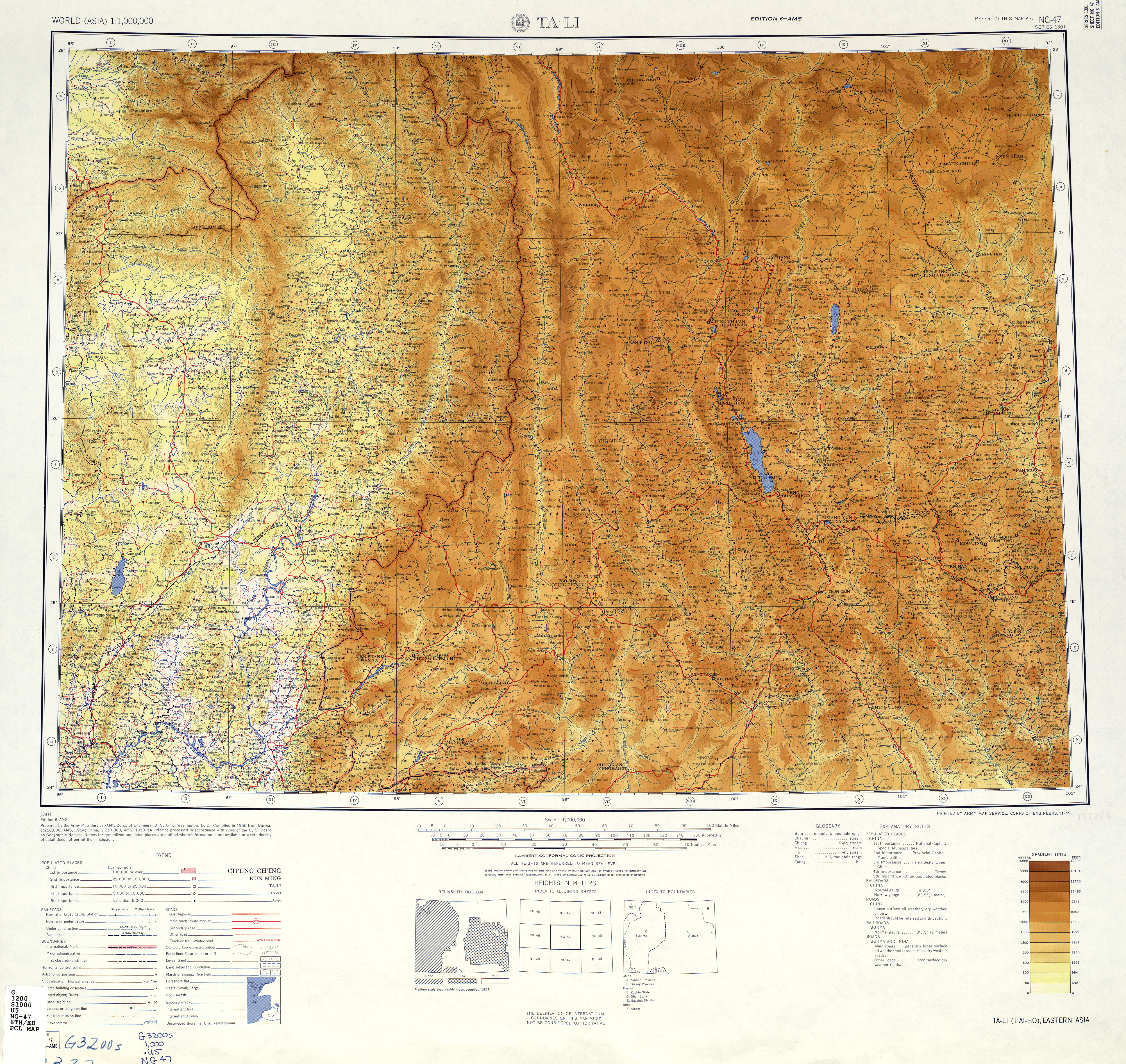
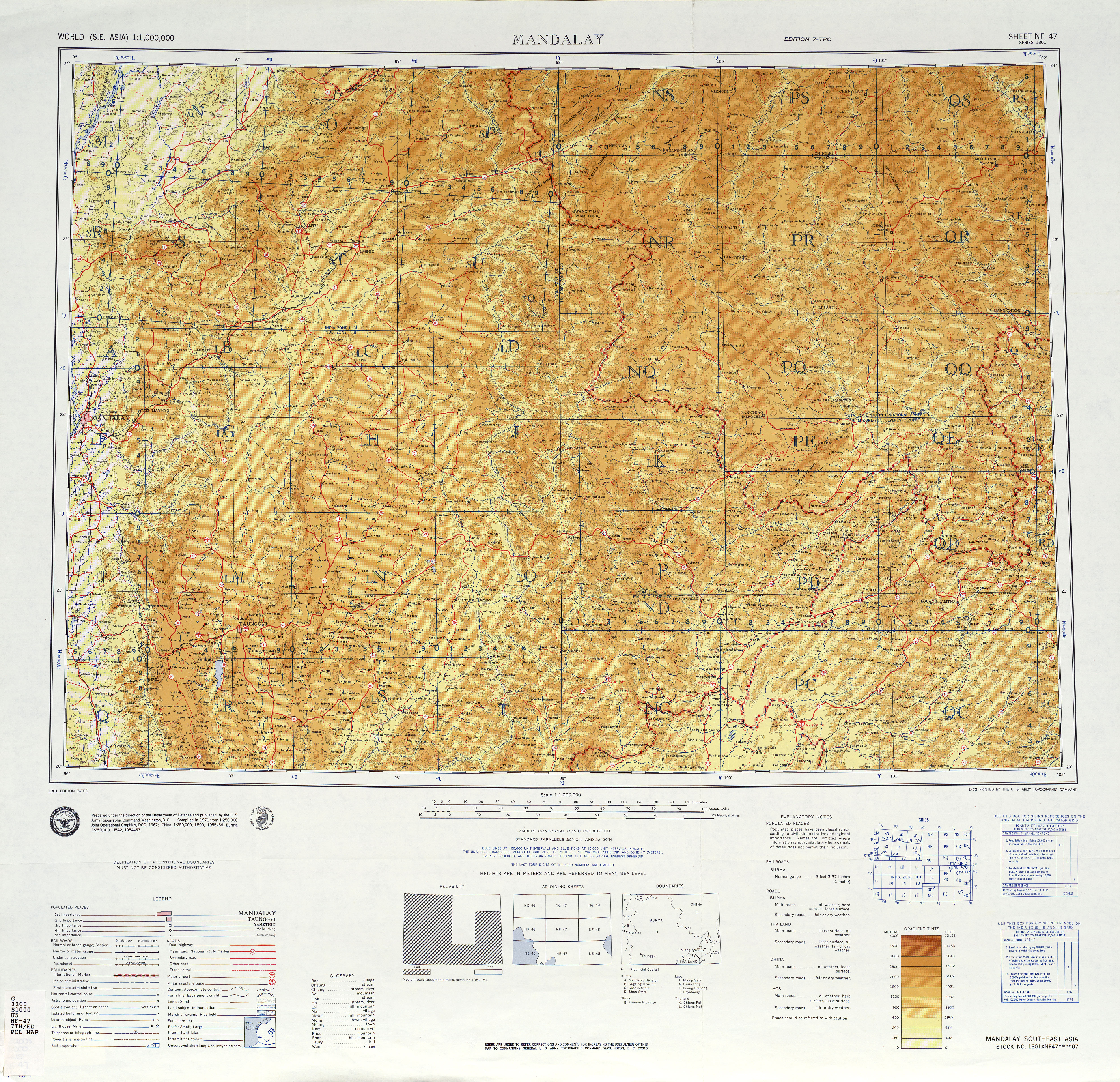
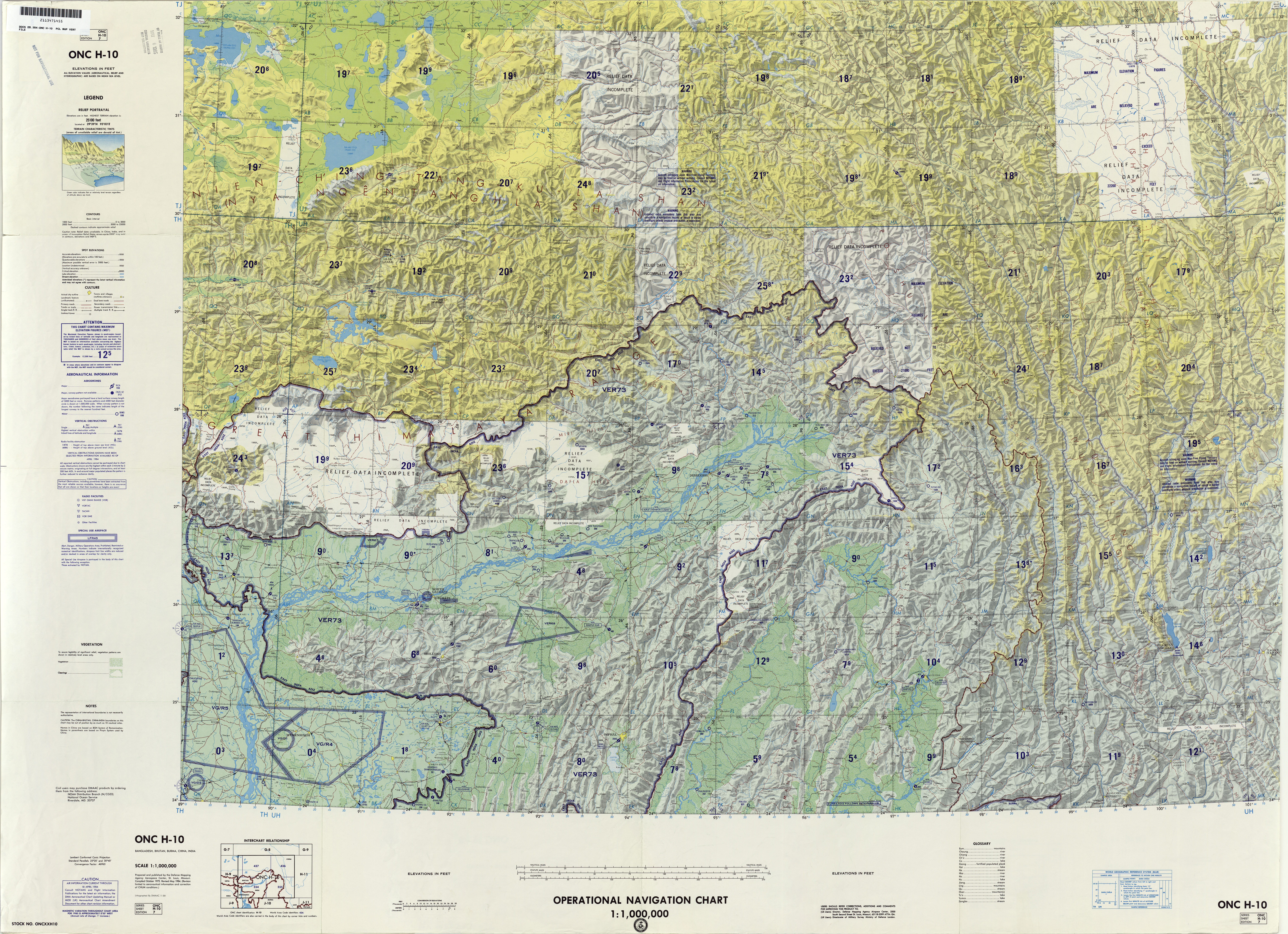
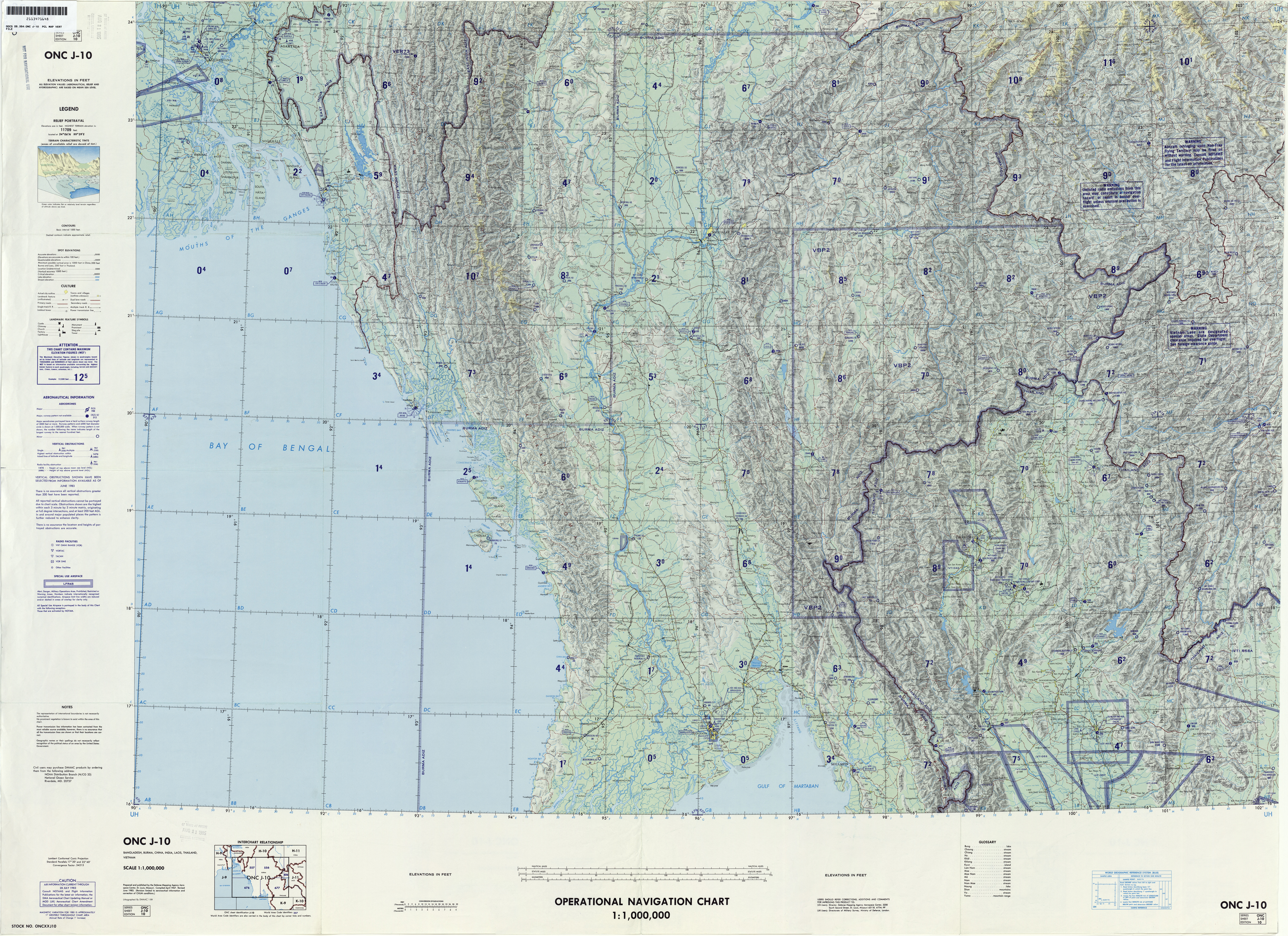